# 摂家将軍
摂家将軍（せっけしょうぐん）は、鎌倉時代中期に鎌倉幕府将軍のうち、摂家である九条家から迎えられた将軍のこと。源氏将軍が絶えた後を継いだ第4代・藤原頼経と、その嫡男の第5代・藤原頼嗣の2人がこれにあたる。藤原将軍あるいは公卿将軍とも呼ばれる。

## 概要
建保7年（1219年）、第3代将軍源実朝が暗殺された。実朝には実子が無く、継嗣も定めていなかったため、これにより、初代源頼朝、頼朝の嫡男である第2代源頼家、頼朝の次男である第3代源実朝と、頼朝の血統の源氏嫡流が征夷大将軍を継いだ将軍家は断絶した。この3代の将軍を源氏将軍と呼ぶ。鎌倉幕府執権の北条義時と、頼朝の正室で頼家・実朝の母であり幕府の指導的立場にもあった北条政子を中心として、後継の鎌倉殿（鎌倉幕府の長）たる将軍の選定を進めた。それ以前の建保6年（1218年）に政子が病がちな実朝の平癒を願って熊野を参詣した際に、京で後鳥羽上皇の乳母の卿局（藤原兼子）と対面し、実朝の後継として後鳥羽の皇子を東下させることを相談した。卿局は養育していた頼仁親王を推して、2人の間で約束が交わされたという。それもあってか幕府は頼仁親王か雅成親王を後継将軍として迎える親王将軍を望んだものの、後鳥羽に拒絶された。ただし後鳥羽は、皇子でさえなければ摂関家の子弟であろうと鎌倉殿として下して構わないと渋々ながらも妥協案を示したため、幕府はやむなく親王将軍をあきらめ、名門の公家である藤原氏の九条家より、頼朝の妹の曾孫にあたる2歳の三寅（後の藤原頼経）を鎌倉殿として迎えることとした。
もともと縁戚関係にあったとはいえ、3代にわたり源氏将軍を主宰者とした鎌倉幕府で、藤原氏の将軍は前代未聞のことであり、嘉禄2年（1226年）に頼経の将軍宣下要請のための使者が京に派遣された際に、幕府は頼経の源氏への改姓を求めて藤原氏氏寺の春日大社へ赴き、その可否を問うたが、春日大明神は改姓を許さず、頼経の源氏改姓は実現しなかった。頼経の曾祖母である坊門姫は源頼朝の同母姉妹であり、
- 坊門姫―某（実名不詳・九条良経室）―九条道家―藤原頼経
- 坊門姫―一条全子（西園寺公経室）―西園寺掄子（九条道家室）―藤原頼経

と両親ともに女系ながら河内源氏の血を引いていた。加えて、頼経の出身の九条家は、公家の頂点にあたる摂家の家格を有しており、近衛家（後に形成される五摂家の筆頭）に次ぐ家門で、一条家・西園寺家と共に親幕府的な家門とみなされていた。こうして、いまだ物心もつかぬ幼児であった頼経が将軍として推戴され、第2代将軍頼家の娘である源鞠子をその室とした。摂家から迎えられた将軍は、3代の源氏将軍と区別して、摂家将軍と呼ばれる。
当時の血族観念として源平藤橘といった「氏」の下位概念として「家」「苗字」という概念も生じ、同じ氏族の者が後継者となることを「家督を継ぐ」、異なる氏族の者が後継者となることを「名跡を継ぐ」といった。源氏将軍から摂家将軍に替わる一連の流れは、藤原氏（「氏」）に属する九条家（「家」）を出身とする藤原頼経が、源氏（「氏」）に属する鎌倉将軍家（「家」）を相続して、名跡を継いだものといえる。
頼経が鎌倉に遷ってから将軍宣下を受けるまでの将軍空白期には、後鳥羽上皇により承久の乱が起こされ、朝廷と幕府との関係は険悪となった。尼将軍として幼い頼経の後見役を務めた北条政子が主導して、戦乱は幕府の圧勝に終わったものの、朝廷から将軍に任命される武家政権という幕府の性格上、朝廷との関係は依然として重要であった。摂家将軍は、朝廷における人臣最高の家系である摂家から将軍後継を招くことで、朝幕関係の紐帯としての役割も期待された。さらに、摂家将軍とその後に続く宮将軍の時期には、後見役の影響力を行使しやすい幼い間のみ将軍として擁立し、成人してからは都に返されて、また新たに幼い将軍を立てるということが慣例となった。それはあたかも摂関政治全盛期のように、政治的に無力な最高権威（天皇＝将軍）の下に、政治的実権を持つ有力者（摂関＝執権）が臣従するという体制であった。将軍は摂家の家格を持つ九条家の一門のままにしておくことで、京都への帰還を容易にすることも、摂家将軍を擁立する思惑の一つであった。
頼経、頼嗣2代の摂家将軍は、官位こそ源氏将軍と大差ないものの、摂関に上る可能性を秘めた人物だけに、鎌倉将軍をより高貴な位置へ、しかも、武家の棟梁という性格から遠ざけるという意味で大きな意味を持った。4代執権北条経時と、5代執権北条時頼は、いずれも将軍藤原頼経の偏諱（名前の一部）を受けているが、鎌倉幕府の権威として執権政治を安泰たらしめるという意味でも、摂家将軍の意義は大きかったといえよう。
頼経、頼嗣2代の摂家将軍の在任期間は、それぞれ藤原頼経が18年間（1226年 - 1244年）、藤原頼嗣が8年間（1244年 - 1252年）と比較的長期間ではあったものの、幼いころから成人するまでの期間であって政治的な力はほとんどなく、幕府の実権は北条氏が完全に掌握していた。このため、将軍とは名ばかりの傀儡であった。特に頼経は成人後は傀儡であることを嫌い、名越光時・三浦光村ら有力な御家人と結びついて幕府内紛を導く兆しもあったため、執権・北条氏への「謀反」を疑われ、寛元4年（1246年）の宮騒動で鎌倉から京に追放された。こうしたことも幕府が高貴で幼い鎌倉将軍を擁立し続ける大きな要因となった。
建長4年（1252年）、第5代頼嗣の後の将軍には、後嵯峨天皇の皇子である宗尊親王が迎えられ、鎌倉幕府は宮将軍（皇族将軍）を戴くことになる。幕府が当初は上皇の皇子を将軍に望んだことからも窺えるように、実権なき象徴として王家・皇族に勝る存在はない。結果的に摂家将軍は、宮将軍を擁立する上で大きな布石としての役割を果たした。